# Esslingen am Neckar
Pour les articles homonymes, voir Esslingen.
Esslingen am Neckar, c'est-à-dire Esslingen sur le Neckar, est une ville d'Allemagne située dans le Bade-Wurtemberg et comptant environ 96 000 habitants. Les industries locales les plus importantes appartiennent au secteur de la construction mécanique. 
Elle comporte une ville ancienne, où l'on trouve des monuments médiévaux.

## Géographie

### Situation
Esslingen est situé sur la rivière Neckar, affluent de rive droite du Rhin. 
Le centre d'Esslingen se trouve à 
- 10 km au sud-est de Stuttgart, la capitale du Land de Bade-Wurtemberg,
- 50 km au nord-ouest d'Ulm,
- 30 km au nord-est de Tübingen,
- 60 km au sud-est de Karlsruhe, sur le Rhin, qui marque la limite avec le Land de Rhénanie-Palatinat
- 120 km au sud-est de Mannheim, où le Neckar se jette dans le Rhin.

### Relief et hydrographie
Le Neckar traverse la ville du sud-est au nord-ouest ; la ville ancienne se trouve au nord, sur la rive droite de la rivière. 
Le cours du Neckar est occupé par deux îles très allongées, occupées par le zoo (Tierpark Nymphea) et par des installations sportives. Un ruisseau notable traverse la ville en venant du nord-ouest, le Hainbach.
L'altitude va de 230 mètres (au départ du Neckar hors de la commune) à 498 m sur les hauteurs de la rive droite. 

### Organisation urbaine
Le territoire de la commune a une superficie de 4 643 ha, dont 1 193 boisés et 112 recouverts d'eau.
Il est divisé entre 25 quartiers : Stadtmitte (« centre-ville »), Berkheim, Brühl, Hegensberg, Hohenkreuz, Kennenburg, Kimmichsweiler, Krummenacker, Liebersbronn, Mettingen, Neckarhalde, Oberesslingen, Oberhof, Obertal, Pliensauvorstadt, Rüdern, Serach, Sankt Bernhardt, Sirnau, Sulzgries, Wäldenbronn, Weil, Wiflingshausen, Zell, Zollberg.

## Histoire
| Appartenances historiques Royaume franc 777-800 Empire franc 800-843 Royaume de Francie orientale 843-962 Saint-Empire (Duché de Souabe) 962-1229 Saint-Empire (Ville libre impériale) 1229-1802 Duché de Wurtemberg 1802-1803 Électorat de Wurtemberg 1803–1806 Royaume de Wurtemberg 1806–1871 Empire allemand 1871–1918 République de Weimar 1918–1933 Reich allemand 1933–1945 Allemagne occupée 1945–1949 Allemagne de l'Ouest 1949–1990 Allemagne 1990–présent |

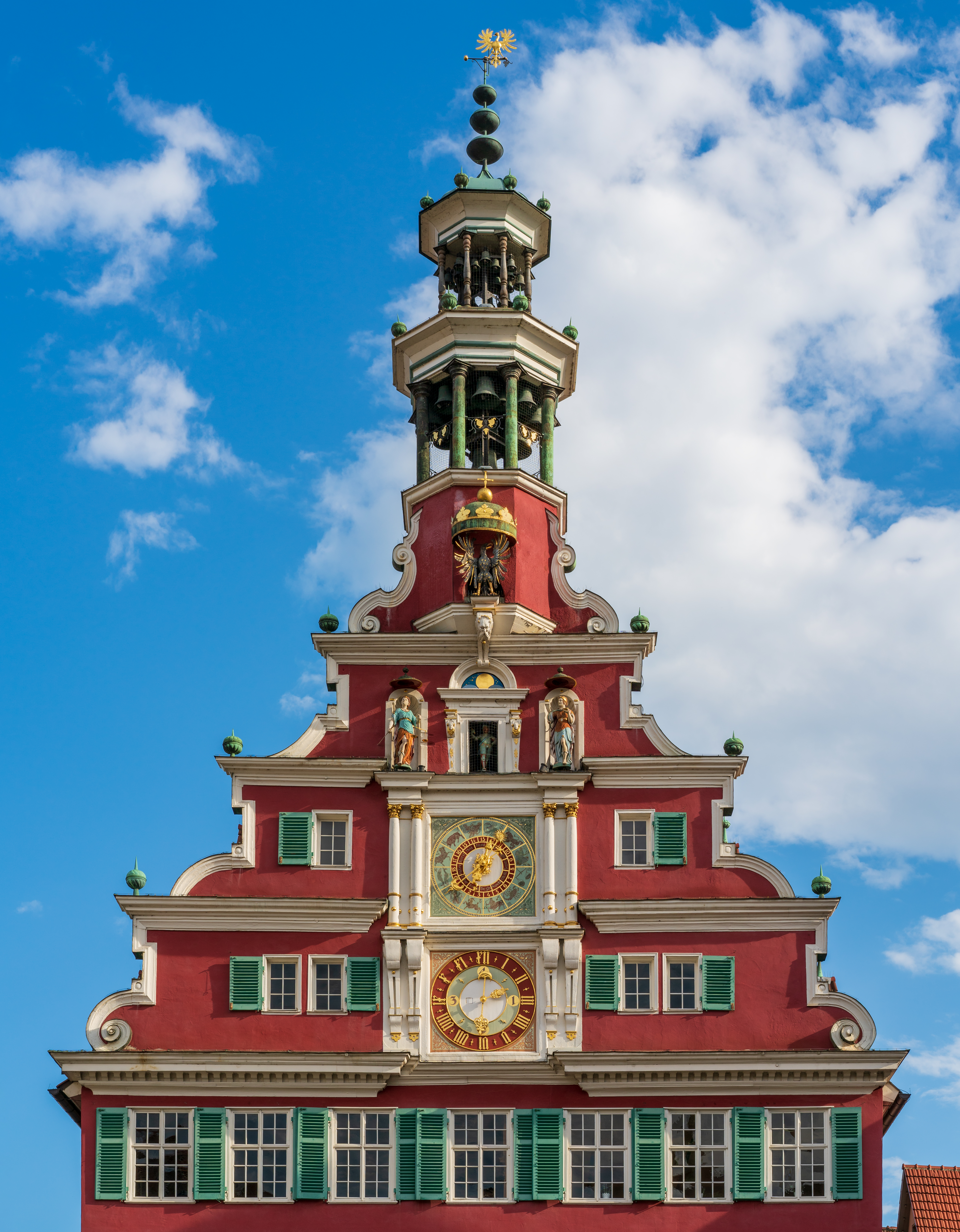
L'ancien hotel de ville d'Esslingen am Neckar avec une horloge astronomique. Aout 2019.

### Préhistoire et Antiquité
Les premières traces d'occupation humaine datent de 1000 av. J.-C. 

### Moyen Âge
La ville est mentionnée pour la première fois sous le règne de Charlemagne, roi des Francs
en 777, lorsque Fulrad, abbé de Saint-Denis près de Paris, lègue la Cella nomine Ezelinga à l'église de Saint-Denis (actuelle basilique Saint-Denis).
En février 1488, sous le règne de l'empereur Frédéric III, une diète d'Empire se tient à Esslingen, dont le principal résultat est la formation de la ligue de Souabe.  

### La Réforme
La ville voit l'arrivée de prédicateurs protestants en 1522, et un pasteur s'y établit en 1526. La petite communauté anabaptiste est victime de poursuite et six de ses membres sont condamnés à mort en 1529 ; mais deux ans plus tard, la liberté de prêche est accordée, et la ville rallie la  Ligue de Smalkalde. Une fureur iconoclaste s'empare de la population, qui détruit les statues de la cathédrale. La défaite du parti protestant et les concessions de l'Interim d'Augsbourg, en 1548, contraignent les échevins à rétablir la Messe catholique et, en 1551, à interdire les offices protestants. Ce n'est que sous le mandat du bourgmestre Matthias II. Herwart von Bittenfeld (1510–1584) qu'en 1579 la ville peut ratifier la Concorde de Wittenberg.
Le célèbre médecin-astrologue et alchimiste Paracelse (1493-1541), originaire du canton confédéré de Schwytz, y séjourne vers 1530 pour approfondir ses recherches occultes[réf. nécessaire].

### Les invasions
La ville subit de plein fouet les affres de la guerre de Trente ans : après la Bataille de Nördlingen (1634), elle dut accueillir 12 000 réfugiés, déclenchant l'épidémie de l'année suivante. La moitié de la population succomba à la disette et la maladie. Ruinée, la ville obtint cependant de conserver son indépendance à la Paix de Westphalie.
Quarante ans plus tard, la guerre reprenait à l'instigation des Français : lors du sac du Palatinat, le géneral Mélac occupa la ville tout en rançonnant les bourgeois.. Sa relève fut assurée par le général Mazel (1693). En 1701, un grand incendie ravagea la ville, qui fut reconstruite dans le style baroque ; mais la guerre reprenait en 1707, et la ville fut derechef occupée par l'armée du maréchal de Villars.

## Administration
- Liste des maires d'Esslingen

## Établissements d'enseignement
En ce qui concerne l'enseignement secondaire, on y trouve une école Waldorf-Steiner et quatre lycées, dont le lycée Saint-George[Quoi ?].
Elle a aussi une école normale, le Séminaire de didactique et de formation des maîtres. 
L'enseignement supérieur est représenté par l'école professionnelle de l'arrondissement, située à Esslingen-Zell, avec trois instituts : l’école technique Friedrich-Ebert, l'école de commerce John-Kennedy et l'institut de diététique et de biotechnologie Käthe-Kollwitz. 
La fondation protestante Paul-Lempp gère une école professionnelle de gérontologie située à Kennenburg.

## Jumelages
La commune d'Esslingen est jumelée avec :
- Neath Port Talbot (Pays de Galles) depuis 1958
- Vienne (France) depuis 1958
- Udine (Italie) depuis 1959
- Norrköping (Suède) depuis 1964
- Schiedam (Pays-Bas) depuis 1964
- Sheboygan (États-Unis) depuis 1967
- Velenje (Slovénie) depuis 1970
- Maladetchna (Biélorussie) depuis 1987
- Eger (Hongrie) depuis 1991
- Piotrków Trybunalski (Pologne) depuis 1992

## Personnalités liées à la commune

### Nées à Esslingen
- Le botaniste suisse Carl Schroeter, né à Esslingen en 1855.
- La violoniste Isabelle Faust, née à Esslingen en 1972.

### Autres
- L’écrivain allemand Theodor Haecker (1879-1945), figure importante de la résistance au nazisme, lié au réseau La Rose Blanche, a passé plusieurs années de sa vie à Esslingen. La ville a créé en son hommage le prix Theodor-Haecker « pour le courage civique et la sincérité politique ».
- L’actrice américaine Katherine Heigl est la petite-fille d'un Allemand parti d'Esslingen ; le 2 février 2012, elle a été accueillie par le maire qui lui a proposé de venir dans la ville pour découvrir ses origines[6].